# Valentina (película)

 Valentina  es una película argentina en blanco y negro dirigida por Manuel Romero sobre su propio guion escrito que se estrenó el 3 de mayo de 1950 y que tuvo como protagonistas a Olga Zubarry, Juan José Míguez, Elena Lucena y Severo Fernández.

## Sinopsis
Una joven millonaria conoce a raíz de un desperfecto en su auto a un mecánico que ha inventado un carburador.

## Reparto
- Olga Zubarry... Valentina González García
- Juan José Míguez... Pedro López
- Elena Lucena ... Catalina Castro
- Severo Fernández ... Andrés Castro
- Norma Giménez ... Esther González García
- Enrique Roldán ... Raúl
- Mario Faig ... Emilio
- Juan José Porta ... Ernesto González García
- María Armand ... Gertrudis González García
- Amalia Bernabé... Luisa
- Francisco Audenino ... César
- Carlos Bellucci
- Roberto Blanco ... Juan, el chofer
- Gloria Decco ... Camarera
- Adolfo Linvel ... Vendedor
- José A. Martínez Suárez
- Gerardo Rodríguez... Gerente de la fábrica de automóviles
- Emilio Vieyra
- Enrique Vieyra
- Jorge Villoldo

## Comentario
La crónica de El Heraldo del Cinematografista fue:

"Comedia intrascendente, muy en el estilo personal de Romero, cumple su propósito de entretenimiento...Ritmo más que veloz, apresurado que ayuda a disimular la liviandad del asunto y la limitación de medios impuesta por un estrecho presupuesto."